# Ans Persoons

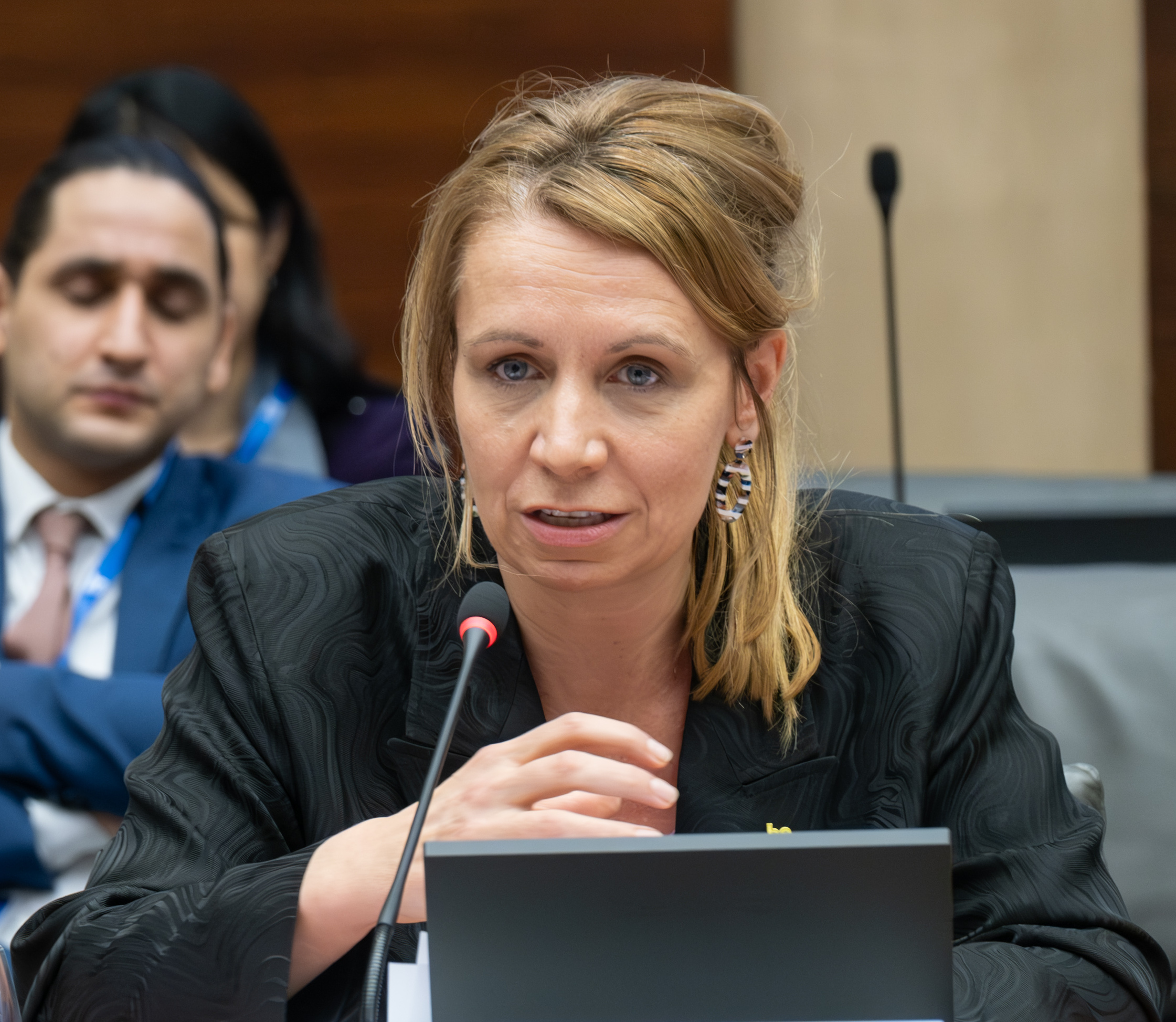
Ans Persoons (2024).

Ans Persoons (Antwerpen, 30 april 1979) is een Belgisch politica voor Vooruit.

## Levensloop
Ans Persoons behaalde in 2001 een licentie in de geschiedenis aan de Universiteit Gent en in 2003 een master in de politieke wetenschappen aan Sciences Po in Parijs.
Van 2003 tot 2004 liep ze stage in het Europees Parlement, van 2004 tot 2005 was ze kabinetsmedewerker van Pascal Dufour, schepen van Elsene en van 2005 tot 2012 werkte ze als adviseur bij het Verbindingsbureau Brussel-Europa. Ook was ze van 2010 tot 2012 voorzitter van de raad van bestuur van de vzw die het Atomium beheert.
In oktober 2012 werd Persoons verkozen tot gemeenteraadslid van Brussel. Eind 2012 werd ze voor sp.a, de voorloper van Vooruit, schepen van Nederlandstalige aangelegenheden en Wijkcontracten van Brussel. In juni 2017 stapte ze uit onvrede met de gang van zaken rond de Samusocial-affaire op, waarna ze medewerkster op de communicatiedienst van sp.a werd. Na de gemeenteraadsverkiezingen van oktober 2018 werd ze andermaal schepen, bevoegd voor Stedenbouw, Openbare Ruimte en Nederlandstalig Onderwijs. In juni 2023 nam ze ontslag uit het schepencollege en de gemeenteraad en werd ze vervangen door Anaïs Maes.
In juni 2023 werd ze samen met Suzy Bleys aangesteld als voorzitter van de Brusselse afdeling van Vooruit. Dezelfde maand volgde Persoons Pascal Smet op als Brussels staatssecretaris van Stedenbouw, Internationale Betrekkingen, Buitenlandse Handel en Brandbestrijding en Dringende Medische Hulp. In de Vlaamse Gemeenschapscommissie werd ze bevoegd voor Cultuur, Jeugd en Sport.
Bij de Brusselse gewestverkiezingen van 9 juni 2024 werd Persoons verkozen in het Brussels Hoofdstedelijk Parlement. Als ontslagnemend staatssecretaris in de Brusselse regering moest ze zich echter laten vervangen door Ilyas Mouani.